# Megophrys boettgeri
Megophrys boettgeri е вид жаба от семейство Megophryidae. Видът не е застрашен от изчезване.

## Разпространение
Разпространен е в Индия и Китай.

## Описание
Популацията на вида е намаляваща.